# Лазаревский, Василий Матвеевич
Василий Матвеевич Лазаре́вский (10 марта (26 февраля) 1817, с. Гирявка Конотопского уезда Черниговской губернии — 10 мая (28 апреля) 1890, Санкт-Петербург) — русский писатель, переводчик, охотник, литератор и государственный деятель. Будучи лично знакомым с большим количеством русских писателей и состоя много лет членом Главного Управления по делам печати (по факту, цензурного комитета), был для них «добрым следователем». Сегодня актуальными остаются мемуарное и эпистолярное наследие Лазаревского, касающихся многих известных писателей (В. И. Даля, Н. Ф. Щербины, А. К. Толстого, Марко Вовчок, особенно Н. А. Некрасова и других).

## Биография
Родился Василий Матвеевич 26 февраля 1817 г. в небогатой дворянской семье. Он был самым старшим в семье, в которой кроме него росли ещё пятеро братьев и две сестры.

Старшего из них, Василия Матвеевича Лазаревского, братья уважали за батька, и недаром: с его помощью все они повыходили в люди и сделались впоследствии весьма полезными деятелями на различных поприщах государственной службы. Семейство Лазаревских представляет редкий образец родственной любви и привязанности.
— М. К. Чалый. «Жизнь и произведения Тараса Шевченка»

### Образование
- Первоначальное образование получил под руководством матери.
- 1829—1833 года — обучение в Черниговской гимназии.
- 1841 г., август — окончил с серебряной медалью юридический факультет Харьковского университета.
- 1844 г., февраль — выдержал экзамены в Харьковском университете на степень кандидата философии.

### Служебная карьера
- 1841 г., сентябрь — принят на службу в Харьковскую палату гражданского суда в чине губернского секретаря;
- 1842 г. — по приглашению графа В. В. Орлова-Денисова поселился в его имении на Дону в качестве домашнего учителя;
- 1846 г., февраль — приезд в Петербург;
- 1847 г., май — назначен чиновником особых поручений при председателе Оренбургской пограничной комиссии в чине коллежского секретаря, г. Оренбург;
- 1848 г., июнь — при посредничестве В. И. Даля переведён чиновником особых поручений при петербургском гражданском губернаторе;

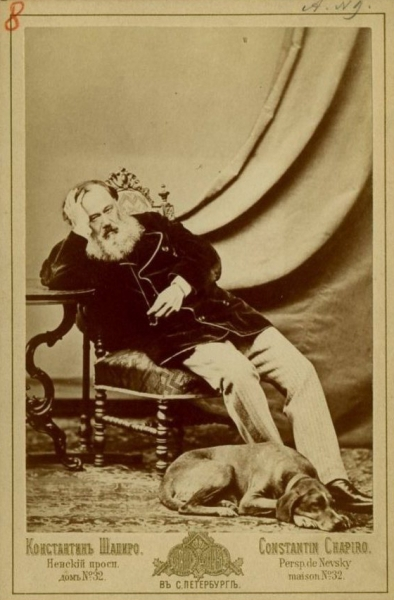
Василий Матвеевич Лазаревский. Фото 1871 г.

- 1850 г. — утверждён секретарём Особенной канцелярии министра внутренних дел (управляющий канцелярией — В. И. Даль);
- 1852 г., сентябрь — назначен секретарём канцелярии министра уделов России (министр — Л. А. Перовский, умер 9 ноября 1856 г.);
- 1857 г., апрель — новый министр государственных имуществ М. Н. Муравьёв назначает Л. правителем своей канцелярии;
- 1862 г., ноябрь — «за две недели перед тем, как Муравьёв оставил управление Департаментом Уделов, из-за одной неловкой фразы, сказанной им Лазаревскому, между ними произошла размолвка и, несмотря на все старания Муравьёва, Василий Матвеевич остался непреклонен, в единственное своё свидание с Муравьёвым после этого случая, резко отказавшись от всякого примирения[4].»
- 1863 г., 24-го июля — оставлен за штатом по случаю упразднения канцелярии председателя Департамента Уделов;
- 1863 г., 29 ноября — назначен вице-директором Департамента Общих Дел министерства внутренних дел (министр П. А. Валуев);
- 1864 г., 14 февраля — директор Департамента Общих Дел министерства внутренних дел;
- Участие в комиссиях:
  - 1) при Министерстве Государственных Имуществ, для пересмотра правил об оценке казённых земель (в 1864 г.);
  - 2) при Министерстве Внутренних Дел, для окончательного рассмотрения проекта нового установления о дворянских собраниях и выборах (в 1866 г.);
- 1866 г., 30 августа — назначен членом Совета министра внутренних дел и Главного Управления по делам печати;
- 1872 г. — разработал проект закона об охоте;
- 1873 г., 1 января — произведён в тайные советники;
- 1875 г. — работая в Особой комиссии по делам о раскольниках, составил «Официальные записки но вопросу о даровании раскольникам общегражданских прав и свободы в отправлении богослужения» («Странник», 1886.№ 9—12);
- 1890 г. — последняя строка формулярного списка «Состоя на службе, умер 1890 апреля 28»[5].

### В. М. Лазаревский и Н. А. Некрасов

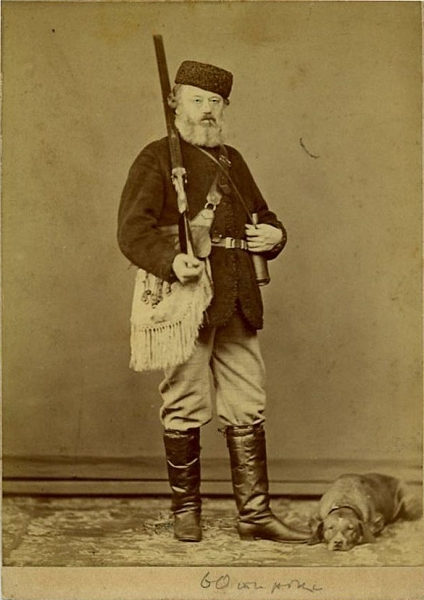
Заядлый охотник В. М. Лазаревский с любимой собакой (рыжий пойнтер Милорд).

Лазаревский и Некрасов сблизились и дружили в 1868—1874 годах. Почвой для сближения послужила страсть обоих к охоте. Употребляют также определение «охотничья дружба». И в 1868 г. оба на паритетных началах арендовали землю около г. Чудова в качестве охотничьих угодий, где часто охотились вместе. Дружба прервалась из-за действий слуги Некрасова Никанора летом 1874 г., на которые обиделся Лазаревский. В сентябре того же года Лазаревский продал свою долю аренды Некрасову. После чего совместные охоты, встречи и переписка прекратилась (см. Письмо Н. А. Некрасова от 14 сентября 1874 г.)
Некрасов писал о дружбе с Лазаревским:

   «Положим, мы не то, что называется в строгом смысле друзья (я так думаю, что отношения, завязываемые в 40 лет, не могут быть названы дружбою, ибо у каждого до этих лет успевает накопиться более желчи и холоду, чем допускает дружба, безусловно понимаемая), но все-таки мы были коротки настолько, что эта короткость обязывает говорить прямо...» 
Известны 207 писем и записок Некрасова к Лазаревскому (1868—1874) и 28 писем, записок и телеграмм Лазаревского к Некрасову (1869—1874).

### Семья и родные
- Отец: Матвей Ильич Лазаревский (1788—1857), владелец 400 десятин и 40 душ крестьян[9];

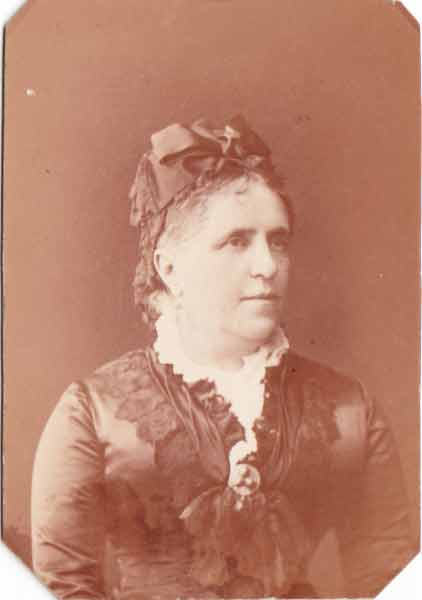
Любовь Ивановна Зотова, вторая жена Василия Матвеевича Лазаревского.

- Мать: Афанасия Алексеевна Лащинская (Лощинская) (1798—1879)[9];
- Брат: Лазаревский, Михаил Матвеевич[10] (1818—1867) — столоначальник, коллежский советник. Попечитель прилинейных киргизов в Оренбургской Пограничной комиссии. Друг Т. Г. Шевченко. Позднее был управляющим имениями графа А. С. Уварова;
- Брат: Лазаревский, Фёдор Матвеевич (1820—1890) — чиновник Оренбургской Пограничной комиссии, губернский, коллежский секретарь[11], затем действительный статский советник;
- Брат: Лазаревский, Яков Матвеевич (1829—1880), действительный статский советник, управляющий императорским имением в Ливадии[12].
- Брат: Александр Матвеевич Лазаревский (1834—1902) — русский историк, действительный статский советник, член Киевской судебной палаты;
- Брат: Лазаревский, Иван Матвеевич (1836—1887), чиновник по крестьянским делам губерний Царства Польского, впоследствии действительный статский советник;
- Первая (гражданская) жена: Алевтина Васильевна Ефремова[13];
- Сын от неё: Анатолий Васильевич Лазаревский (4 января 1848 — 24 июля 1918) — член Саратовской судебной палаты, судья и владелец самой крупной библиотеки в дореволюционной Гатчине (с 1907), действительный статский советник;;

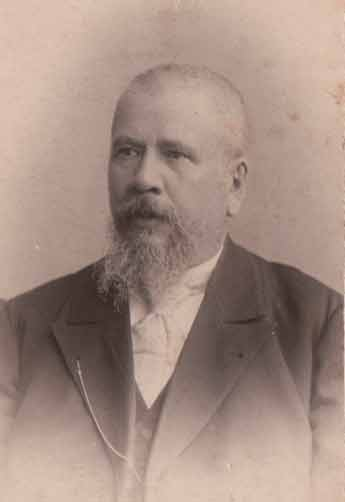
Анатолий Васильевич Лазаревский (1848—1918) — судебный деятель, старший сын Василия Матвеевича Лазаревского.

- Вторая (гражданская) жена: Любовь Ивановна Зотова (урождённая Жижиленко, — 1.02.1899)[14];
- Сын от неё: Сергей Васильевич Лазаревский (28 августа 1859 г.[15] — 9 января 1917) — статский советник, заведующий канцелярией Нижегородского удельного округа;
- Племянник: Лазаревский, Борис Александрович (1871—1936) — русский писатель;
- Племянник: Лазаревский, Николай Иванович (1868—1921) — русский юрист;

## Современники о В. Лазаревском
- В. Г. Белинский о переводе «Отелло» Шекспира[16]:

Что сказать об этом переводе? — Может быть, он верен, даже очень верен, сделан был совестливо, со всею любовью и уважением к гению Шекспира, но тем не менее дух Шекспира не веет в нем… Это произошло оттого, что г. Лазаревский не только не поэт, но даже и не стихотворец; его стих вял и связан, лишен жизни и движения; его слог не точен, неопределен, и во всем его переводе слышны только слова и фразы, но поэзии никакой нет и следа, и всего менее — поэзии шекспировской.
- 29 марта 1858 г., Т. Г. Шевченко записал в дневнике[17]:

«В 12 часов с М. Лазаревским поехали к Василю Лазаревскому. На удивление симпатические люди эти прекрасные братья Лазаревские, и все шесть братьев как один. Замечательная редкость. Василь принял меня как давно невиданного своего друга. А мы с ним в первый раз в жизни встречаемся: от земляк, так земляк!».

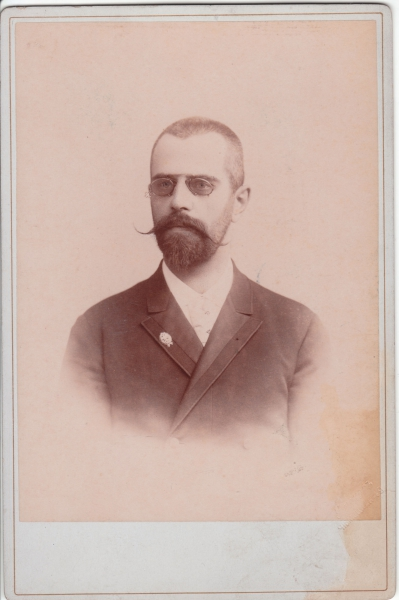
Сергей Васильевич Лазаревский (1859—1917) — младший сын В. М. Лазаревского. Фото 1893 г.

- Н. А. Добролюбов писал о прозе, в том числе Лазаревского (1860 г.)[18]:

«За несколькими писателями, действительно наблюдавшими народную жизнь, потянулись целые толпы таких сочинителей, которым до народа-то и дела никогда не было… Тогда-то обратили на себя внимание гг. Данковский, Лазаревский, Мартынов и многие им подобные… Житейская сторона обыкновенно пренебрегалась… а бралось, без дальних справок, сердце человеческое, и так как для него ни чинов, ни богатства не существует, то и изображалась его чувствительность у крестьян и крестьянок»
- Н. А. Некрасов писал в своём письме В. М. Лазаревскому в августе 1871 г.:

«Я Вашему художественному чутью верю, и мне было приятно узнать Ваше мнение о моей новой поэме.»
- И. С. Тургенев по поводу его книги «Об истреблении волком домашнего скота и дичи и об истреблении волка» (1876)[19]:

«Монография останется в литературе наряду с подобными сочинениями С. Т. Аксакова».
- Александр Матвеевич Лазаревский в своих воспоминаниях о братьях («Короткие биографии братьев Лазаревских») писал[20]:

«Как частный человек, Василий Матвеевич был очень добрый, бесхитростный и доверчивый; как чиновник, он, несомненно, страдал самомнением, которое от него отталкивало людей, не знавших его близко. В действительности, Василий Матвеевич был совершенно честный человек, очень даровитый, но без той упругости в характере, которая необходима, чтобы человека люди не затолкали или, по крайней мере, не отодвинули на задний план…»

## Литературное творчество[21]
Художественные сочинения:
- «Ночь в степи», рассказ (в № 8 «Литературной газеты» за 1846 г.);
- «Капельмейстер», рассказ (журнал «Отечественные Записки» за Март 1851 г.);
- «Девичник», рассказ (журнал «Отечественные Записки» за Март 1851 г.);
- «Передняя», рассказ (журнал «Отечественные Записки» за Июнь 1851 г.);
- «Логвин Райтуз», рассказ;
- «Деревенский случай», рассказ;
- «Добрая душа», повесть;
- «Странная любовь», повесть;
- «Судьба», повесть;
- «Житейские встречи», роман;

Переводы:
- «Отелло» Шекспира (в «Пантеоне» за 1845 г.);
- «Король Лир» Шекспира (1868 г.);
- «Макбет» Шекспира (не напечатан)
- Кроме того им были помещено в «Музее Иностранной Литературы» за 1847 год несколько повестей, переведённых с французского.